# 정현진 (작가)
정현진(1967년 2월 23일~)은 대한민국의 작가이다.
전라남도 해남에서 태어났다.
학창 시절, 인문보다는 자연 분야에 관심을 가졌다. 1990년, 졸업을 앞두고 중등 교사 1차 필기 시험에 합격했으나, 곧바로 프로그램 개발 업체에 몸 담았다. 이후, 여러 직장을 경험했다.
1997년 회사를 창업하고 운영해오던 중, 2006년 돌발성 난청을 앓았다. 발병 후, 한동안 병원 진료를 받았으나 특별한 원인을 찾지 못해 치료를 중단했다. 자가 치료를 결심하고 카메라와 함께 주변을 산책했다. 쇼펜하우어의 저서들을 시작으로 다양한 인문 서적에 대한 관심을 뒤늦게 갖게 되고 그로 인해 사진도 깊이 있게 접근하는 계기가 되었다.

## 학력
- 명지대학교 문화예술대학원 문학석사

## 전시
- 2014년 개인전 정현진 사진전(코엑스, 서울)
- 2012년 PHOTO FAIR(코엑스, 서울)

## 작품
- 2014년 아타락시아 정현진 사진집,Ataraxia[11][12][13][14][15][16][17][18][19]
- 2017년 한장의 사진, 하나의 단상 1장 1단 정현진 산문 사진집[20][21][22][23][24][25][26][27][28][29][30][31][32]
- 한장의 사진, 하나의 단상 1장 1단 산문 사진집, 성우 낭독 영상[33]

## 사진 연재
- [수요 쉼터] 놀이 사진가 정현진의 1장 1단[34]